# 75ste Oscaruitreiking
De 75ste Oscaruitreiking, waarbij prijzen werden uitgereikt aan de beste prestaties in films uit 2002, vond plaats op 23 maart 2003 in het Kodak Theatre in Hollywood. De ceremonie werd voor de tweede keer gepresenteerd door Steve Martin. De genomineerden werden op 11 februari bekendgemaakt door Frank Pierson, voorzitter van de Academy, en actrice Marisa Tomei in het Samuel Goldwyn Theater te Beverly Hills.
De Nederlandse film Zus & Zo was genomineerd voor beste niet-Engelstalige film.
Regisseur Michael Moore protesteerde tijdens de uitreiking heftig tegen president George W. Bush en de Irakoorlog. Het publiek reageerde verdeeld met applaus en boegeroep.

## Winnaars en genomineerden
De winnaars staan bovenaan in vet lettertype.

#### Beste film
- Chicago
  - Gangs of New York
  - The Hours
  - The Lord of the Rings: The Two Towers
  - The Pianist

#### Beste regisseur
- Roman Polański - The Pianist
  - Pedro Almodóvar - Talk to Her
  - Stephen Daldry - The Hours
  - Rob Marshall - Chicago
  - Martin Scorsese - Gangs of New York

#### Beste mannelijke hoofdrol
- Adrien Brody - The Pianist
  - Nicolas Cage - Adaptation.
  - Michael Caine - The Quiet American
  - Daniel Day-Lewis - Gangs of New York
  - Jack Nicholson - About Schmidt

#### Beste vrouwelijke hoofdrol
- Nicole Kidman - The Hours
  - Salma Hayek - Frida
  - Diane Lane - Unfaithful
  - Julianne Moore - Far from Heaven
  - Renée Zellweger - Chicago

#### Beste mannelijke bijrol
- Chris Cooper - Adaptation.
  - Ed Harris - The Hours
  - Paul Newman - Road to Perdition
  - John C. Reilly - Chicago
  - Christopher Walken - Catch Me If You Can

#### Beste vrouwelijke bijrol
- Catherine Zeta-Jones - Chicago
  - Kathy Bates - About Schmidt
  - Queen Latifah - Chicago
  - Julianne Moore - The Hours
  - Meryl Streep - Adaptation.

#### Beste originele scenario
- Talk to Her - Pedro Almodóvar
  - Far from Heaven - Todd Haynes
  - Gangs of New York - Jay Cocks, Steve Zaillian en Kenneth Lonergan
  - My Big Fat Greek Wedding - Nia Vardalos
  - Y Tu Mamá También - Carlos Cuarón en Alfonso Cuarón

#### Beste bewerkte scenario
- The Pianist - Ronald Harwood
  - About a Boy - Peter Hedges, Chris Weitz en Paul Weitz
  - Adaptation. - Charlie Kaufman en Donald Kaufman
  - Chicago - Bill Condon
  - The Hours - David Hare

#### Beste niet-Engelstalige film
- Nowhere in Africa - Duitsland
  - El Crimen del Padre Amaro - Mexico
  - Hero - China
  - The Man Without a Past - Finland
  - Zus & Zo - Nederland

#### Beste animatiefilm
- Spirited Away - Hayao Miyazaki
  - Ice Age - Chris Wedge
  - Lilo & Stitch - Chris Sanders
  - Spirit: Stallion of the Cimarron - Jeffrey Katzenberg
  - Treasure Planet - Ron Clements

#### Beste documentaire
- Bowling for Columbine - Michael Moore en Michael Donovan
  - Daughter from Danang - Gail Dolgin en Vicente Franco
  - Prisoner of Paradise - Malcolm Clarke en Stuart Sender
  - Spellbound - Jeffrey Blitz en Sean Welch
  - Winged Migration - Jacques Perrin

#### Beste camerawerk
- Road to Perdition - Conrad L. Hall
  - Chicago - Dion Beebe
  - Far from Heaven - Edward Lachman
  - Gangs of New York - Michael Ballhaus
  - The Pianist - Paweł Edelman

#### Beste montage
- Chicago - Martin Walsh
  - Gangs of New York - Thelma Schoonmaker
  - The Hours - Peter Boyle
  - The Lord of the Rings: The Two Towers - Michael Horton
  - The Pianist - Hervé de Luze

#### Beste artdirection
- Chicago - John Myhre en Gordon Sim
  - Frida - Felipe Fernandez del Paso en Hania Robledo
  - Gangs of New York - Dante Ferretti en Francesca Lo Schiavo
  - The Lord of the Rings: The Two Towers - Grant Major, Dan Hennah en Alan Lee
  - Road to Perdition - Dennis Gassner en Nancy Haigh

#### Beste originele muziek
- Frida - Elliot Goldenthal
  - Catch Me If You Can - John Williams
  - Far from Heaven - Elmer Bernstein
  - The Hours - Philip Glass
  - Road to Perdition - Thomas Newman

#### Beste originele nummer
- "Lose Yourself" uit 8 Mile - Muziek: Eminem, Jeff Bass en Luis Resto, tekst: Eminem
  - "Burn It Blue" uit Frida - Muziek: Elliot Goldenthal, tekst: Julie Taymor
  - "Father and Daughter" uit The Wild Thornberrys Movie - Muziek en tekst: Paul Simon
  - "The Hands That Built America" uit Gangs of New York - Muziek en tekst: Bono, The Edge, Adam Clayton en Larry Mullen
  - "I Move On" uit Chicago - Muziek: John Kander, tekst: Fred Ebb

#### Beste geluid
- Chicago - Michael Minkler, Dominick Tavella en David Lee
  - Gangs of New York - Tom Fleischman, Eugene Gearty en Ivan Sharrock
  - The Lord of the Rings: The Two Towers - Christopher Boyes, Michael Semanick, Michael Hedges en Hammond Peek
  - Road to Perdition - Scott Millan, Bob Beemer en John Patrick Pritchett
  - Spider-Man - Kevin O'Connell, Greg P. Russell en Ed Novick

#### Beste geluidsbewerking
- The Lord of the Rings: The Two Towers - Ethan Van der Ryn en Michael Hopkins
  - Minority Report - Richard Hymns en Gary Rydstrom
  - Road to Perdition - Scott A. Hecker

#### Beste visuele effecten
- The Lord of the Rings: The Two Towers - Jim Rygiel, Joe Letteri, Randall William Cook en Alex Funke
  - Spider-Man - John Dykstra, Scott Stokdyk, Anthony LaMolinara en John Frazier
  - Star Wars: Episode II: Attack of the Clones - Rob Coleman, Pablo Helman, John Knoll en Ben Snow

#### Beste kostuumontwerp
- Chicago - Colleen Atwood
  - Frida - Julie Weiss
  - Gangs of New York - Sandy Powell
  - The Hours - Ann Roth
  - The Pianist - Anna Sheppard

#### Beste grime
- Frida - John Jackson en Beatrice De Alba
  - The Time Machine - John M. Elliott jr. en Barbara Lorenz

#### Beste korte film
- This Charming Man (Der Er En Yndig Mand) - Martin Strange-Hansen en Mie Andreasen
  - Fait d'Hiver - Dirk Beliën en Anja Daelemans
  - I'll Wait for the Next One... (J'Attendrai le Suivant...) - Philippe Orreindy en Thomas Gaudin
  - Inja (Dog) - Steven Pasvolsky en Joe Weatherstone
  - Johnny Flynton - Lexi Alexander en Alexander Buono

#### Beste korte animatiefilm
- The ChubbChubbs! - Eric Armstrong
  - The Cathedral - Tomek Baginski
  - Das Rad - Chris Stenner en Heidi Wittlinger
  - Mike's New Car - Pete Docter en Roger Gould
  - Mt. Head - Koji Yamamura

#### Beste korte documentaire
- Twin Towers - Bill Guttentag en Robert David Port
  - The Collector of Bedford Street - Alice Elliott
  - Mighty Times: The Legacy of Rosa Parks - Robert Hudson en Bobby Houston
  - Why Can't We Be a Family Again? - Roger Weisberg en Murray Nossel

#### Ere-award
- Peter O'Toole, wiens opmerkelijke talenten de filmgeschiedenis hebben voorzien van enkele van de meest memorabele personages.[2]

## Films met meerdere nominaties
De volgende films ontvingen meerdere nominaties:
| Nominaties | Film                                  | Awards |
| ---------- | ------------------------------------- | ------ |
| 13         | Chicago                               | 6      |
| 10         | Gangs of New York                     |        |
| 9          | The Hours                             | 1      |
| 7          | The Pianist                           | 3      |
| 6          | Frida                                 | 2      |
| 6          | The Lord of the Rings: The Two Towers | 2      |
| 6          | Road to Perdition                     | 1      |
| 4          | Adaptation.                           | 1      |
| 4          | Far from Heaven                       |        |
| 2          | About Schmidt                         |        |
| 2          | Catch Me If You Can                   |        |
| 2          | Spider-Man                            |        |
| 2          | Talk to Her                           | 1      |